# Anderemaeus monticola
Anderemaeus monticola är en kvalsterart som beskrevs av Hammer 1958. Anderemaeus monticola ingår i släktet Anderemaeus och familjen Caleremaeidae. Inga underarter finns listade i Catalogue of Life.